# Primer ministro de Lesoto
El Primer ministro de Lesoto es el cargo que ocupa quien ostenta la jefatura de gobierno del mencionado país. Según la constitución del país, el Rey nombrará al cargo al jefe del partido o coalición de los mismos que tenga mayoría en la Asamblea Nacional.

## Lista de jefes de gobierno
Lista de todos los jefes de gobierno (primer ministros y jefes de gobierno militares) del país después del año 1965.
| Nombre,título (Nacido-fallecido)                           | Periodo de gobierno      | Periodo de gobierno      | Elecciones          | Partido político                                                                        |
| Nombre,título (Nacido-fallecido)                           | Inicio del gobierno      | Fin del gobierno         | Elecciones          | Partido político                                                                        |
| Sekhonyana Nehemia Maseribane, primer ministro (1918-1986) | 6 de mayo de 1965        | 7 de julio de 1965       | -                   | Partido Nacional Basoto                                                                 |
| Leabua Jonathan, primer ministro (1914-1987)               | 7 de julio de 1965       | 20 de enero de 1986      | 1965 1985           | Partido Nacional Basoto                                                                 |
| Justin Metsing Lekhanya, militar (1938-2021)               | 24 de enero de 1986      | 2 de mayo de 1991        | -                   | ninguno (militar)                                                                       |
| Elias Phisoana Ramaema, militar (1933-2015)                | 2 de mayo de 1991        | 2 de abril de 1993       |                     | ninguno (militar)                                                                       |
| Ntsu Mokhehle, primer ministro (1918-1999)                 | 2 de abril de 1993       | 17 de agosto de 1994     | 1993                | Partido del Congreso de Basutolandia                                                    |
| Hae Phoofolo, primer ministro interino (Nac ?? siglo XX)   | 17 de agosto de 1994     | 14 de septiembre de 1994 |                     | ninguno                                                                                 |
| Ntsu Mokhehle, primer ministro (1918-1999)                 | 14 de septiembre de 1994 | 29 de mayo de 1998       |                     | Partido del Congreso de Basutolandia (hasta 1997), Congreso por la Democracia de Lesoto |
| Pakalitha Mosisili, primer ministro (Nac 1945)             | 29 de mayo de 1998       | 8 de junio de 2012       | 1998 2002 2007 2012 | Congreso por la Democracia de Lesoto (hasta 2011), Congreso Democrático                 |
| Tom Thabane, primer ministro (Nac 1939)                    | 8 de junio de 2012       | 17 de marzo de 2015      | -                   | Convención de Todos los Basotos                                                         |
| Pakalitha Mosisili, primer ministro (Nac 1945)             | 17 de marzo de 2015      | 16 de junio de 2017      | 2015                | Congreso Democrático                                                                    |
| Tom Thabane, primer ministro (Nac 1939)                    | 16 de junio de 2017      | 20 de mayo de 2020       | 2017                | Convención de Todos los Basotos                                                         |
| Moeketsi Majoro, primer ministro (Nac 1961)                | 20 de mayo de 2020       | 28 de octubre de 2022    | -                   | Convención de Todos los Basotos                                                         |
| Sam Matekane, primer ministro (Nac 1958)                   | 28 de octubre de 2022    | Actual                   | 2022                | Revolución para la Prosperidad                                                          |

Electos que no asumieron
El único caso de primer ministro electo, que no llegó a asumir, fue Ntsu Mokhehle electo en 1970, sin embargo, el entonces primer ministro Leabua Jonathan no le entregó el Poder y Mokhehle no asumió por el Golpe de Estado ocurrido después de la elección